# Lissapterus howittanus
Lissapterus howittanus es una especie de coleóptero de la familia Lucanidae.

## Distribución geográfica
Habita en Nueva Gales del Sur, Queensland, y el oeste de Australia.